# Tom Moon
Tom Moon (* 3. November 1960) ist ein US-amerikanischer Jazz-Tenorsaxophonist, Komponist und Autor.

## Leben und Wirken
Moon studierte Musik an der University of Miami und trat im Raum Miami als Saxophonist auf. Ein Jahr gehörte er der Maynard Ferguson Big Band an. Daneben begann er zunehmend über Musik zu schreiben, zunächst mehrere Jahre für den Miami Herald. Er zog 1988 nach Philadelphia und war dann als fester Mitarbeiter beim Philadelphia Inquirer tätig. Daneben arbeitete er ab 1996 für die Sendung All Things Considered des National Public Radio. Moon wurde zwei Mal mit dem ASCAP-Deems Taylor Music Journalism Award ausgezeichnet. Parallel hierzu verfolgte er eine Karriere als Musiker und Komponist; er spielte in Latinbands und tourte mit einer Rockband, arbeitete auch auf Kreuzfahrtschiffen und in Theaterbands. 2011 nahm er mit seiner Band, dem Moon Hotel Lounge Project sein Debütalbum Into the Ojalá (Frosty Cordial Records) mit eigenen Kompositionen auf.
Als Autor und Kritiker wurde Moon vor allem durch sein Buch 1000 Recordings to Hear Before You Die (Workman Publishing, 2008) bekannt. Er schrieb außerdem Beiträge über Jazz und populäre Musik u. a. für die Magazine Rolling Stone, GQ, Blender, Spin und Vibe.